# Tilapia rendalli
Tilapia rendalli é uma espécie de peixe da família Cichlidae.
Pode ser encontrada nos seguintes países: Burundi, Quénia e Tanzânia.
Os seus habitats naturais são: lagos de água doce e marismas de água doce.
Está ameaçada por perda de habitat.

## Introdução no Brasil
Esta espécie de tilápia, denominada Tilápia-do-Congo (também chamada de Tilápia-Vermelha ou Tilápia-do-Peito-Vermelho) e no Centro-Oeste do Brasil, é conhecido também como cará, carazin, foi introduzida no Brasil em 1952. De hábito alimentar herbívoro, que não se mostrou atraente para a piscicultura, acabou virando praga em açudes do Nordeste e no estado de São Paulo.